# 高雄市旗津區旗津國民小學
高雄市立旗津國民小學，簡稱旗津國小，位在高雄市旗津區，前身是日治時期的打狗公學校，是高雄市最早的新式初等教育設施。其舊校舍是高雄市的市定古蹟。

## 歷史

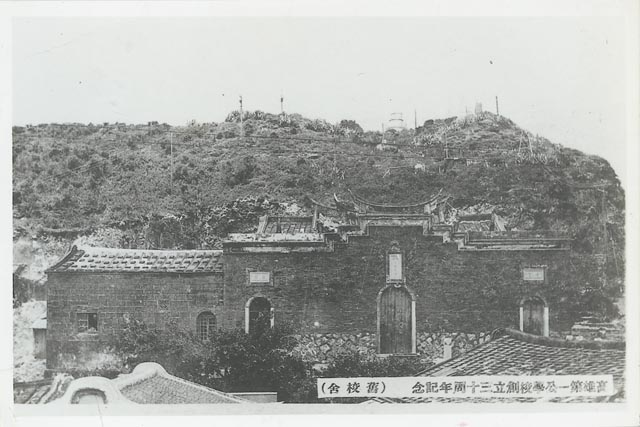
原址校舍「臨水宮」(高雄市立歷史博物館典藏)。

1897年，日本人的打狗俱樂部捐款，將旗後山麓的臨水宮設為鳳山國語傳習所打狗派出教授所，於當年6月14日開學，並且聘請橋本勝伸任教，首期的學生有14名。1898年，在當地士紳林璣璋等人的捐款下，學生增加至36人。
《台灣公學校令》頒布後，陳中和等人透過申請，將傳習所改為「打狗公學校」，於1898年9月30日創立，是高雄最早的新式初等教育設施。首任校長由橋本勝伸代理擔任。
1903年，首屆學生畢業。
1907年4月，打狗公學校招收了32位女性學生，但未有人實際就學；到1911年，才有17位女生正式入學。
1913年時，打狗公學校開始在今日的旗津國小所在地開設新校舍，並且在1914年正式遷至當地。
1921年，打狗公學校改名為「高雄第一公學校」，簡稱「一公」。在這段期間，高雄第一公學校還曾在棒球拿下全台第一。當時他們先在高雄州決賽擊敗高雄第一小學（今日的鼓山國小），取得州冠軍後和另外4個州冠軍（這4個都是小學校）展開決戰。結果，高雄第一公學校除了和台北州冠軍握手言和外，其他3戰全勝，以3勝1和的佳績拿下冠軍。
1937年，改為「高雄市平和公學校」。
1941年，再改為「高雄市平和國民學校」。
1945年10月25日，國民政府接收台灣後，改為「高雄市第一國民學校」，由打狗公學校前訓導，中路公學校校長林守盤出任校長。隔年再改成旗津國民學校。
1968年，台灣實施九年國民教育，學校改為現在的名稱。
2008年，新校舍旗峯樓落成，大樓內附設大禮堂、視聽中心、
2017年，高雄市立旗津國民小學120週年校慶。